# In the Garden
In the Garden – album brytyjskiego zespołu Eurythmics, wydany w 1981 roku.

## Ogólne informacje
Jest to debiutancki album Eurythmics. Mimo przychylnych recenzji krytyków, płyta nie zdobyła specjalnie dużej popularności z powodu trudnego w odbiorze, psychodelicznego brzmienia. Nie weszła zatem na żadne listy sprzedaży.
Album promowały dwa single: „Never Gonna Cry Again” i „Belinda”. Ukazały się one jedynie w Wielkiej Brytanii i nie odniosły sukcesu komercyjnego.
14 listopada 2005 firma Sony BMG wydała ekskluzywne wydanie płyty In the Garden wzbogacone o dodatkowe utwory i nagrania koncertowe.

## Lista utworów
1. „English Summer” – 4:02
2. „Belinda” – 3:58
3. „Take Me to Your Heart” – 3:35
4. „She’s Invisible Now” – 3:30
5. „Your Time Will Come” – 4:34
6. „Caveman Head” – 3:59
7. „Never Gonna Cry Again” – 3:05
8. „All the Young (People of Today)” – 4:14
9. „Sing-Sing” – 4:05
10. „Revenge” – 4:31

Dodatkowy materiał (reedycja z 2005 roku)
1. „Le Sinestre” – 2:44
2. „Heartbeat Heartbeat” – 2:02
3. „Never Gonna Cry Again” (Live) – 4:36
4. „4/4 in Leather” (Live) – 3:05
5. „Take Me to Your Heart” (Live) – 4:57

## Twórcy
Eurythmics
- Annie Lennox – śpiew, keyboard, syntezator, flet, perkusja
- Dave Stewart – keyboard, syntezator, gitara basowa, gitara, wokal wspierający

Muzycy towarzyszący
- Clem Burke z zespołu Blondie – bębny
- Holger Czukay – róg, instrumenty blaszane
- Krista Fast – śmiech, wokal wspierający
- Robert Görl – bębny
- Jaki Liebezeit – bębny, róg, instrumenty blaszane
- Roger Pomphrey – gitara, wokal wspierający, krzyki
- Markus Stockhausen – róg, instrumenty blaszane
- Tim Wheater – saksofon

## Single
- 1981: „Never Gonna Cry Again”
- 1981: „Belinda”